# 森武蔵
森 武蔵（もり むさし、1999年11月27日 - ）は、日本のプロボクサー。熊本県菊池市出身。志成ボクシングジム所属。以前は薬師寺ボクシングジムに所属していた。第47代OPBF東洋太平洋スーパーフェザー級王者。元WBOアジアパシフィックフェザー級王者。

## 来歴
幼稚園から空手を始め、小学5年生で空手を辞めた後にボクシングを始めた。
2011年・2014年、U-15全国大会で優勝した。
2016年12月4日、刈谷市産業振興センターあいおいホールで深井 一矢と59.5キロ契約4回戦を戦い、1回41秒KO勝ちを収めデビュー戦を白星で飾った。
2017年12月23日、西日本スーパーフェザー級新人王として、東軍代表のジロリアン陸と対戦し、5回3-0（49-46、49-45、50-44）の判定勝ちを収めて全日本新人王と技能賞を獲得した
。なおこの勝利でJBCの発表した最新ランキングで初めてスーパーフェザー級日本ランク入りを果たす。
2018年11月25日、刈谷市産業振興センターあいおいホールでWBOアジアパシフィックフェザー級王者リチャード・プミクピックに挑戦し、プミクピックがカットしたため、5回2-1の負傷判定勝ちを収めて王座獲得に成功した。
2019年4月14日、熊本県の合志市総合体育館でWBOアジアパシフィックフェザー級10位のリチャード・プミクピックとダイレクトリマッチで再戦し、12回2-1判定勝ちを収めて王座の初防衛に成功した。
2019年9月15日、刈谷市産業振興センターあいおいホールでタイ国フェザー級1位のスントーン・パンホームと57.6キロ契約のノンタイトル戦で対戦し、3回1分41秒KO勝ちを収めた。
2019年12月8日、エディオンアリーナ大阪第二競技場でWBOアジアパシフィックフェザー級3位の水野拓哉と対戦し、12回3-0（115-112,116-111,117-110）で判定勝ちを収め、2度目の王座防衛に成功した。
2020年11月28日、後楽園ホールでWBOアジアパシフィックフェザー級6位の溜田剛士と対戦し、11回1分39秒TKO勝ちを収め、3度目の王座防衛に成功した。
2021年5月21日、後楽園ホールでOPBF・WBOアジアパシフィックフェザー級王座統一戦を行い、OPBF東洋太平洋フェザー級王者の清水聡と対戦し、12回0-3（112-116、110-118×2）の判定負けでプロ初黒星を喫し、WBOアジアパシフィック王座から陥落し、OPBF王座の獲得にも失敗した。
2021年7月29日、志成ボクシングジムへ移籍した。
2023年3月29日、後楽園ホールにて「LIFE TIME BOXING FIGHT 13」で渡邉卓也とOPBF東洋太平洋スーパーフェザー級王座決定戦で対戦し、12回0-0（114-114×3）のドロー判定でOPBF王座獲得に失敗した。
2023年6月24日、大田区総合体育館で渡邉卓也とOPBF東洋太平洋スーパーフェザー級王座決定戦で再戦し、12回3-0（117-110×3）で判定勝ちを収めOPBF王座獲得に成功した。
2023年11月2日、OPBF東洋太平洋スーパーフェザー級王座を返上した。

## エピソード
- 13歳の時、ロードワーク中に後ろから車に追突され、腰と両足骨折の重傷で半年間もの間、入退院を繰り返した。医者からは通常の生活はできても、ボクシングは無理と通告されたが、必死の努力で全国U-15ジュニアボクシング大会で優勝した[18]。
- 2020年4月6日に熊本県庁を訪れ、新型コロナウイルス感染症対策の支援として、自身のファイトマネーでマスク3000枚を寄贈した[18]。

## 戦績
- プロボクシング - 17戦 15勝（7KO）1敗 1分

| 戦           | 日付           | 勝敗 | 時間     | 内容        | 対戦相手                         | 国籍           | 備考                                                 |
| ------------ | -------------- | ---- | -------- | ----------- | -------------------------------- | -------------- | ---------------------------------------------------- |
| 1            | 2016年12月4日  | ☆    | 1R 0:41  | KO          | 深井一矢（中内）                 | 日本           | プロデビュー戦                                       |
| 2            | 2017年3月26日  | ☆    | 1R 0:19  | TKO         | 上岡基伸（ハラダ）               | 日本           |                                                      |
| 3            | 2017年9月17日  | ☆    | 2R 0:49  | TKO         | 照屋雄太（平仲BS）               | 日本           | 2017年中日本・西部日本スーパーフェザー級新人王対抗戦 |
| 4            | 2017年11月12日 | ☆    | 2R 2:54  | KO          | 木村テミン（グリーンツダ）       | 日本           | 2017年新人王戦スーパーフェザー級西軍代表決定戦       |
| 5            | 2017年12月23日 | ☆    | 5R       | 判定3-0     | ジロリアン陸（フラッシュ赤羽）   | 日本           | 2017年全日本スーパーフェザー級新人王決勝戦           |
| 6            | 2018年4月1日   | ☆    | 1R 1:52  | TKO         | ワッタナチャイ・シットサイトーン | タイ           |                                                      |
| 7            | 2018年7月15日  | ☆    | 8R       | 判定2-0     | アラン・バレスピン               | フィリピン     |                                                      |
| 8            | 2018年11月25日 | ☆    | 5R 1:20  | 負傷判定2-1 | リチャード・プミクピック         | フィリピン     | WBOアジア太平洋フェザー級タイトルマッチ              |
| 9            | 2019年4月14日  | ☆    | 12R      | 判定2-1     | リチャード・プミクピック         | フィリピン     | WBOアジア太平洋防衛1                                 |
| 10           | 2019年9月15日  | ☆    | 3R 1:41  | KO          | スントーン・パノム               | タイ           |                                                      |
| 11           | 2019年12月8日  | ☆    | 12R      | 判定3-0     | 水野拓哉（松田）                 | 日本           | WBOアジア太平洋防衛2                                 |
| 12           | 2020年11月28日 | ☆    | 11R 1:39 | TKO         | 溜田剛士（大橋）                 | 日本           | WBOアジア太平洋防衛3                                 |
| 13           | 2021年5月21日  | ★    | 12R      | 判定0ｰ3     | 清水聡（大橋）                   | 日本           | OPBF・WBOアジア太平洋フェザー級王座統一戦            |
| 14           | 2022年7月13日  | ☆    | 8R       | 判定3-0     | プレスコ・カルコシア             | フィリピン     |                                                      |
| 15           | 2023年3月29日  | △    | 12R      | 判定0-0     | 渡邉卓也（DANGAN AOKI）          | 日本           | OPBF東洋太平洋スーパーフェザー級王座決定戦           |
| 16           | 2023年6月24日  | ☆    | 12R      | 判定3-0     | 渡邉卓也（DANGAN AOKI）          | 日本           | OPBF東洋太平洋スーパーフェザー級王座決定戦           |
| 17           | 2024年10月31日 | ☆    | 8R 0:58  | 負傷判定3-0 | 黄朋                             | 中華人民共和国 |                                                      |
| テンプレート |                |      |          |             |                                  |                |                                                      |

## 獲得タイトル
- 全日本スーパーフェザー級新人王
- WBOアジアパシフィックフェザー級王座（防衛3）
- 第47代OPBF東洋太平洋スーパーフェザー級王座（防衛0=返上）